# St.-Markus-Kirche (Braunschweig)

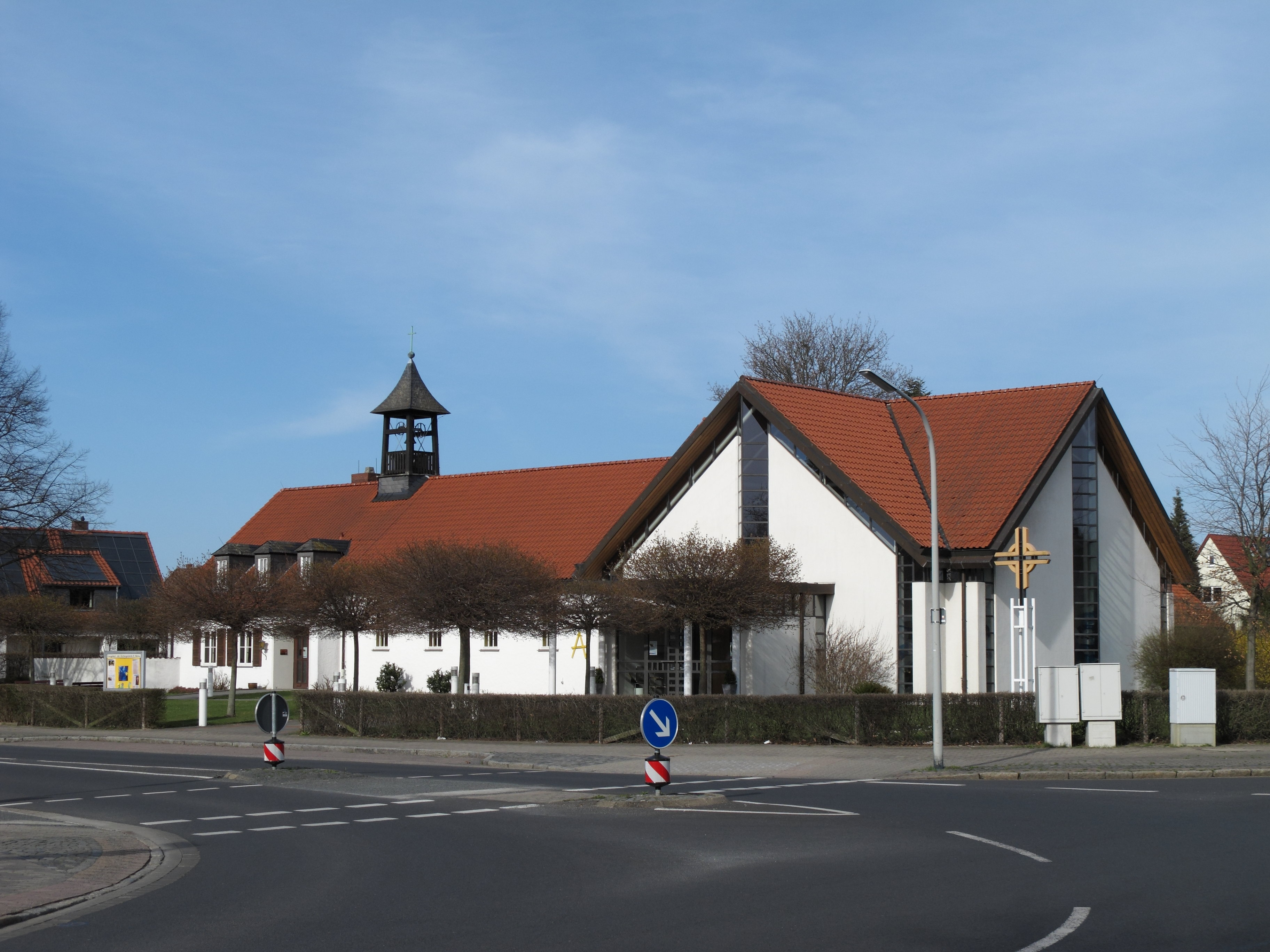
Die St. Markus-Kirche

Die St.-Markus-Kirche ist eine evangelisch-lutherische Kirche in Braunschweig im Stadtteil Südstadt. Sie wurde in den Jahren 1997 bis 1999 erbaut.

## Geschichte

### Entstehung
Der Grund für den Kirchenneubau lag darin, dass der Braunschweiger St.-Markus-Gemeinde bis 1997 für Gemeindeaktivitäten nur ein Gemeindehaus zur Verfügung stand.

### Architektur
Pate für den Kirchbau stand das Kirchenlied „Gott ist gegenwärtig“ von Gerhard Tersteegen. Dieser theologische Grundgedanke ist durch Stadtkirchenbaurat Norbert Koch architektonisch umgesetzt worden. „Alles ist von der Mitte her und auf die Mitte hin geordnet. Der Kirchraum wird Ort der Begegnung der Gemeinde miteinander und mit Gott. Es kann im wahrsten Sinn zum Mit(te)einander kommen. Die Architektur und Einrichtung berücksichtigt, dass Gott nicht fern von uns ist, sondern mitten unter uns. Christus hat versprochen, mitten unter uns zu sein, als er sagte: ‚Wo zwei oder drei in meinem Namen versammelt sind, da bin ich mitten unter ihnen‘ (Matthäus 18,20). Die Raummitte wird so zu einem Symbol für unsere Mitte, die uns über alle Unterschiede hinweg miteinander versammelt. Wo Gott sich uns nähert, wo wir uns ihm nähern, wo wir einander nahe kommen, wo wir zur Mitte kommen, da verdichtet sich, was uns im Tiefsten zusammenhält“ (Hans-Jürgen Kopkow).
Die Buntglasfenster sind Werke der Künstlerin Christiane Schwarze-Kalkoff aus Halle (Saale).

## Wunder von Braunschweig
Im Februar 2012 wurde die St.-Markus-Gemeinde, wie viele weitere gemeinnützige Organisationen in Braunschweig mit einer anonymen Spende von 10.000 Euro bedacht. Der Kirchenvorstand hat entschieden, das Geld zum Kauf eines neuen Heizungsbrenners und zur Unterstützung bedürftiger Personen zu verwenden.